# Ференциек тере (станция метро)
Ференциек тере (венг. Ferenciek tere, Площадь Францисканцев) — станция Будапештского метрополитена на линии M3 (синей).
Открыта в 1976 году в составе участка Деак Ференц тер — Надьварад тер.
Станция расположена под «Площадью францисканцев», по которой она получила имя. Площадь названа по расположенной на ней церкви ордена францисканцев. До 1990 года и площадь и станция метро носили имя «Площадь Освобождения» (Фелсабадулаш тер, Felszabadulás tér). На площади пересекаются важные улицы центральной части Пешта — улица Лайоша Кошута (часть магистрали от моста Эржебет к вокзалу Келети) и улица Шандора Петёфи (Sándor Petőfi utca).
«Ференциек тере» — станция глубокого заложения, глубина 27 м. На станции одна островная платформа.
7 марта 2020 года часть линии M3 между станциями «Надьварад тер» и «Ньюгати-пайаудвар» (кроме станций «Деак Ференц тер» и «Кальвин тер») закрыта на реконструкцию.